# Чудо реликвии Креста на мосту Риальто
«Чудо реликвии Креста на мосту Риальто», или «Исцеление одержимого на мосту Риальто» или «Исцеление бесноватого» (итал. Miracolo della Croce a Rialto), — картина итальянского живописца Витторе Карпаччо (ок. 1465—1525/26), представителя эпохи Раннего Возрождения. Создана в 1494 году.
С 1820 года хранится в коллекции Галереи Академии в Венеции.

## История
Эта композиция входила в серию картин, которая предназначалась для зала Альберго (или залы Креста) религиозного братства (скуолы) святого Иоанна Евангелиста (Скуола-Гранде-ди-Сан-Джованни-Еванджелиста), в которой с 1369 года хранился фрагмент чудотворного Святого креста. Ни одна другая венецианская скуола не обладала столь значимой реликвией. В 1494–1496 годах на этот сюжет было создано десять полотен. Все они сохранились до наших дней, за исключением полотна Перуджино, и были переданы в дар Галерее Академии в 1820 году после падения Венецианской республики и наполеоновских репрессий.
В декабре 2019 года была проведена консервационная обработка, спонсируемая некоммерческой организацией Save Venice Inc., с целью удаления поверхностных загрязнений, старого лака и выцветшей краски.

## Описание
На картине изображена сцена, рассказывающая о чудесах, которые совершила необычная реликвия. Она посвящена исцелению одержимого, которое состоялось с участием патриарха Градо Франческо Кверини в 1494 году. Карпаччо изображает три эпизода истории о чуде святого Креста — процессию братьев скуолы по мосту Риальто, вход патриарха и момент исцеления одержимого на втором этаже лоджии дворца. Главным действующим лицом картины является панорама города Венеции, Большой канал, мост Риальто, изображен в своем первоначальном виде таким, каким он был в 1458 году — деревянный, с разъемной центральной частью для возможности прохода крупных судов. Современный мост был построен из истрийского камня в 1591 году уже после обрушения первого.
Город показан так достоверно, что даже возможно узнать некоторые сооружения, например Фондако-дей-Тедески (Немецкое подворье) справа, которое было разрушено в 1505 году пожаром. Фасады с обеих сторон написаны Карпаччо с разных ракурсов, что приводит к асимметрии, которая тщательно уравновешена гладью канала, расширяющегося вправо и одновременно сходящегося слева в точку на дальнем плане. Жизнь в городе кипит: женщины выбивают ковры, высунувшись из окон домов, торговцы предлагают покупателям товар, гондольеры везут своих пассажиров по их делам, почти на уровне дымоходов развешано для сушки белье на крышах. Среди персонажей представители разных рас, народов, профессий и слоев общества. В правом нижнем углу — целая группа участников компании делла Кальца, театрального общества, которое отвечало за проведение карнавала в городе и других мероприятий.
Благодаря этой картине Карпаччо известно, как выглядела Венеция на рубеже XV—XVI века, и как протекала жизнь ее жителей.

## Ссылка
- На Викискладе есть медиафайлы по теме Чудо реликвии Креста на мосту Риальто